# Sweeny (Texas)
Sweeny es una ciudad ubicada en el condado de Brazoria en el estado estadounidense de Texas. En el Censo de 2010 tenía una población de 3684 habitantes y una densidad poblacional de 714,77 personas por km².

## Geografía
Sweeny se encuentra ubicada en las coordenadas 29°2′46″N 95°41′54″O / 29.04611, -95.69833. Según la Oficina del Censo de los Estados Unidos, Sweeny tiene una superficie total de 5.15 km², de la cual 5.15 km² corresponden a tierra firme y (0%) 0 km² es agua.

## Demografía
Según el censo de 2010, había 3684 personas residiendo en Sweeny. La densidad de población era de 714,77 hab./km². De los 3684 habitantes, Sweeny estaba compuesto por el 72.42% blancos, el 19.54% eran afroamericanos, el 0.79% eran amerindios, el 0.43% eran asiáticos, el 0% eran isleños del Pacífico, el 5.18% eran de otras razas y el 1.63% pertenecían a dos o más razas. Del total de la población el 16.4% eran hispanos o latinos de cualquier raza.